# Сан Елпидио (Ријети)
Сан Елпидио је насеље у Италији у округу Ријети, региону Лацио.
Према процени из 2011. у насељу је живело 206 становника. Насеље се налази на надморској висини од 797 м.